# Jim Walmsley
Pour les articles homonymes, voir Walmsley.
Jim Walmsley est un athlète américain né le 17 janvier 1990. Spécialiste de l'ultra-trail, il a notamment remporté la JFK 50 Mile en 2014, 2015 et 2016, la Lake Sonoma 50 en 2016 et 2018, le Tarawera Ultramarathon en 2017, et l’Ultra-Trail du Mont-Blanc en 2023.
Il est, depuis le 4 mai 2019, détenteur du record du monde de 50 miles en 4 h 50 min 7 s. Il est champion du monde de course en montagne longue distance 2019.

## Biographie
Jim Walsmley naît le 17 janvier 1990 à Phoenix, dans l'Arizona aux États-Unis. Il pratique la course à pied au lycée et participe à ses premières compétitions en 2007, année durant laquelle il devient champion d'Arizona de cross-country dans sa catégorie, il participe également aux championnats nationaux où il se classe 23e. Considéré comme calme et studieux, il entre à l'United States Air Force Academy, l'une des écoles militaires les plus prestigieuses du pays, à Colorado Springs dans l'état du Colorado. Durant ses quatre années à l'US Air Force Academy, de 2008 à 2012, il pratique le cross-country et participe également à des épreuves de 5 000 mètres, de 10 000 mètres et de 3000 m steeple. Il était un étudiant discret et réservé, qui fréquentait uniquement les autres membres de l'équipe de cross-country et de course de fond dont il était le capitaine. En 2012 ses temps de référence sont de 4 min 4 s au mile, 13 min 52 s sur 5 000 m, 29 min 8 s sur 10 000 m et 8 min 41 s sur 3 000 m steeple. Par la suite il remporte plusieurs épreuves de marathon. 
Après ses études il entame une carrière militaire et se spécialise dans les missiles balistiques, il travaille pendant neuf mois à Lompoc en Californie, il pratique alors le vélo de route à raison de 400 km par semaine environ. Après cette période, Jim est basé à Great Falls dans le Montana, c'est à cet endroit qu'il découvre le trail-running. Il s'oriente alors vers l'ultra-trail et pour sa première course il remporte le Old Gabe 50k à Bozeman dans le Montana en juin 2014. Un mois plus tard Jim participe au Speedgoat 50K qu'il termine avec difficulté à la 28e place et en fin d'année il remporte le JFK 50 Mile, sa première victoire majeure.
Sa carrière militaire prend fin en février 2015, en effet il ne se plaisait pas dans son travail et profite d'une opportunité pour quitter l'armée. Il décide alors de se consacrer à l'ultra-trail et déménage en 2015 à Flagstaff en Arizona, ville située à 2 100 m d'altitude et terrain d'entrainement idéal avec de nombreux sentiers en montagne et un climat ensoleillé. Il travaille à temps partiel comme employé dans un magasin de vélo et s'intègre à la communauté de coureurs de la ville. En 2015, Jim participe à plusieurs ultra-trails de 50 km ou 50 miles qu'il termine toujours parmi les cinq premiers dont une deuxième victoire sur le JFK 50 Mile et participe également aux championnats du monde du 100 kilomètres.
Durant l'année 2016 Jim Walmsley augmente régulièrement son volume d'entrainement avec 20 semaines au delà de 160 km à l'entrainement jusqu'à un maximum de 225 km en une semaine. En 2016, après plusieurs victoires sur des ultra-trails entre 50 et 100 km il participe pour la première fois à la Western States 100, cette course marque un tournant important dans sa carrière. Parti sur un rythme très rapide, il compte jusqu'à 45 minutes d'avance sur le record de la course de Timothy Olson. Au niveau du 78e mile de la course, il se trompe d'itinéraire et laisse échapper la victoire et un probable record. Cette performance lui permet de signer un contrat professionnel avec Hoka One One et de se consacrer à plein temps à son entrainement, il est alors considéré comme l'un des grands espoirs de l'ultra-trail au niveau mondial.
Sa saison 2017 est contrastée. Il remporte tous les ultra-trails de 50 km et 100 km auxquels il participe et bat plusieurs records de courses. Mais il échoue sur les trois épreuves de 100 milles qui constituaient ses objectifs principaux, la Western States 100, l'UTMB et le Grand Raid, à chaque fois à cause de problèmes gastriques. En 2018 il marque l'histoire de son sport en améliorant le record de la Western States 100 de plus de 16 minutes, réalisant la course la plus aboutie de sa carrière. Deux mois plus tard il est contraint à l'abandon sur l'UTMB alors qu'il partait favori. En mai 2019 il bat le record du monde du 50 milles.
Le 23 janvier 2021, Jim Walmsley réalise 6 h 9 min 26 s lors de sa tentative de battre le record du monde de Nao Kazami sur 100 kilomètres. Il rate ce record de seulement 12 secondes au terme d'une course dans laquelle il se blesse à l'épaule en accrochant une barrière.
Le 2 septembre 2023, il s'élance au départ de l'Ultra-Trail du Mont-Blanc. Il se retrouve rapidement en tête aux côtés de Zach Miller et de Tom Evans. Mais tandis que le Britannique abandonne à Courmayeur, Zach Miller en profite pour mener la course. Jim Walmsley parvient à hausser le rythme à partir de Champex-Lac pour passer en tête et filer vers la victoire. Il devient le premier américain à remporter l'Ultra-Trail du Mont-Blanc avec un temps de 19 h 37 min 43 s ,  (ce qui n'est pas considéré comme un record parce que sur le final les organisateurs ont dû trouver une substitution à l'habituel col de la Tête aux Vents).
Le 29 juin 2024, il prend à nouveau le départ de la Western States Endurance Run. Il est mené par le surprenant Rod Farvard qui court la majorité du parcours en tête. Jim Walmsley ne se laisse pas impressionner. Il hausse le rythme en fin de course et rattrape les trois minutes de retard sur son rival. Il s'empare de la tête de course à 30 kilomètres de l'arrivée et parvient à se défaire de Rod Farvard. Il remporte sa quatrième victoire de l'épreuve en 14 h 13 min 25 s, à quatre minutes de son propre record et avec dix minutes d'avance sur Rod Farvard.

## Résultats
Début 2017 il remporte le Tarawera Ultramarathon et la Speedgoat 50K. Sur la Western States 100 il est contraint à l'abandon alors qu'il avait de nouveau des temps de passage en avance sur le record de la course. Sur l'Ultra-Trail du Mont-Blanc il est très attendu, la présence de François D'Haene et Kilian Jornet rend cette course particulièrement intéressante. Après avoir fait la course en tête avec François D'Haene, il a un passage à vide aux alentours du 100e kilomètre qui lui fait perdre le contact avec les premières places, il termine 5e. Il abandonne également le Grand Raid de la Réunion après avoir mené la course.
Pour la saison 2019 il se fixe comme objectifs la Western States 100 et de participer à des épreuves de 100 kilomètres sur route en vue de battre le record des États-Unis voire le record du monde. Le 20 janvier il réalise un temps de 1 h 4 min 0 s au Semi-Marathon de Houston, ce temps lui permet de se qualifier à la course de sélection américaine pour les Jeux olympiques d'été de 2020.
Le 17 février il remporte le Hong Kong Fast 50 Ultra. Le 4 mai il bat le record du monde du 50 milles lors d'une épreuve organisée par son partenaire Hoka. Cette course de 100 kilomètres à Sacramento visait à faire battre les reords du 50 milles et du 100 kilomètres. Après 61 km, Jim Walmsley s'aperçoit qu'il est parti sur un rythme trop rapide et qu'il souffre de la chaleur (30 °C) et décide de se concentrer sur le record du 50 milles, soit environ 80,4 km. Il passe la marque des 50 milles en 4 h 50 min 7 s, battant de 44 secondes le record de Bruce Fordyce. Ensuite il s'arrête quelques seconde puis repart en trottinant pour terminer la course en 7 h 5 min 24 s. Le 50 milles n'est pas une distance officielle de l'IAAF, contrairement au 100 kilomètres. Il termine troisième lors de sa première participation à Sierre-Zinal. Le 16 novembre, il domine la course des championnats du monde de course en montagne longue distance à Villa La Angostura. Il est talonné par l'Italien Francesco Puppi mais s'impose finalement pour remporter le titre.
| no  | masculin           | Course                                                      | Longueur | Départ            | Temps            |
| --- | ------------------ | ----------------------------------------------------------- | -------- | ----------------- | ---------------- |
| 1er | Médaille d'or      | JFK 50 Mile                                                 | 50 mi    | 22 novembre 2014  | 5 h 56 min 31 s  |
| 1er | Médaille d'or      | JFK 50 Mile                                                 | 50 mi    | 21 novembre 2015  | 5 h 47 min 37 s  |
| 1er | Médaille d'or      | Lake Sonoma 50                                              | 50 mi    | 9 avril 2016      | 6 h 00 min 52 s  |
| 1er | Médaille d'or      | JFK 50 Mile                                                 | 50 mi    | 19 novembre 2016  | 5 h 21 min 29 s  |
| 1er | Médaille d'or      | Tarawera Ultramarathon                                      | 100 km   | 11 février 2017   | 7 h 23 min 32 s  |
| 1re | Médaille d'or      | Carrera Alto Sil                                            | 32 km    | 19 mars 2017      | 2 h 37 min 57 s  |
| 1er | Médaille d'or      | Speedgoat 50K                                               | 50 km    | 29 juillet 2017   | 5 h 04 min 55 s  |
| 5e  | 5e                 | UTMB                                                        | 167 km   | 2 septembre 2017  | 20 h 11 min 38 s |
| 1er | Médaille d'or      | Lake Sonoma 50                                              | 50 mi    | 14 avril 2018     | 5 h 51 min 16 s  |
| 1er | Médaille d'or      | Western States 100                                          | 100 mi   | 23 juin 2018      | 14 h 30 min 04 s |
| 27e | 27e                | Semi-Marathon de Houston                                    | 21 km    | 20 janvier 2019   | 1 h 04 min 00 s  |
| 1er | Médaille d'or      | Hong Kong Fast 50 Ultra                                     | 50 mi    | 17 février 2019   | 6 h 05 min 00 s  |
| 1er | Médaille d'or      | Western States 100                                          | 100 mi   | 29 juin 2019      | 14 h 09 min 28 s |
| 3e  | Médaille de bronze | Sierre-Zinal                                                | 31 km    | 11 août 2019      | 2 h 31 min 52 s  |
| 1re | Médaille d'or      | Championnats du monde de course en montagne longue distance | 41,5 km  | 16 novembre 2019  | 3 h 12 min 16 s  |
| 7e  | 7e                 | Semi-Marathon Rock'N'Roll de l'Arizona                      | 21 km    | 19 janvier 2019   | 1 h 02 min 17 s  |
| 2e  | Médaille d'argent  | Golden Trail Championship                                   | 110 km   | 29 octobre 2020   | 9 h 17 min 18 s  |
| 1er | Médaille d'or      | Western States 100                                          | 100 mi   | 26 juin 2021      | 14 h 46 min 01 s |
| 1er | Médaille d'or      | Ultra-trail Cape Town                                       | 100 km   | 27 novembre 2021  | 9 h 47 min 20 s  |
| 1er | Médaille d'or      | Ultra Trail de l'île de Madère                              | 115 km   | 23 avril 2022     | 12 h 58 min 14 s |
| 1er | Médaille d'or      | Ultra Tour du Beaufortain                                   | 114 km   | 16 juillet 2022   | 14 h 36 min 24 s |
| 4e  | 4e                 | Ultra-Trail du Mont-Blanc                                   | 170 km   | 26 août 2022      | 21 h 12 min 12 s |
| 1er | Médaille d'or      | Grand Trail des Templiers                                   | 80,6 km  | 23 octobre 2022   | 6 h 56 min 16 s  |
| 1er | Médaille d'or      | 100 Miles of Istria                                         | 100 mi   | 15 avril 2023     | 17 h 40 min 34 s |
| 1er | Médaille d'or      | Ultra-Trail du Mont-Blanc                                   | 170 km   | 2 septembre 2023  | 19 h 37 min 43 s |
| 1er | Médaille d'or      | Nice Côte d'Azur by UTMB - Roubion-Nice                     | 115 km   | 30 septembre 2023 | 11 h 21 min 5 s  |
| 2e  | Médaille d'argent  | Broken Arrow Vertical Kilometer                             | 4,8 km   | 21 juin 2024      | 37 min 49 s      |
| 1er | Médaille d'or      | Western States 100-Mile Endurance Run                       | 100 mi   | 29 juin 2024      | 14 h 13 min 45 s |
| 1er | Médaille d'or      | Ultra Trail Chianti Castles                                 | 120 km   | 22 mars 2025      | 9 h 59 min 48 s  |

## Records
| Épreuve            | Temps                            | Date             |
| ------------------ | -------------------------------- | ---------------- |
| JFK 50             | 5 h 21 min 28 s — record actuel  | 19 novembre 2016 |
| Lake Sonoma 50     | 6 h 00 min 52 s                  | 9 avril 2016     |
| Lake Sonoma 50     | 5 h 51 min 16 s — record actuel  | 14 avril 2018    |
| Bandera 100K       | 7 h 46 min 37 s — record actuel  | 9 janvier 2016   |
| Western States 100 | 14 h 30 min 04 s                 | 23 juin 2018     |
| Western States 100 | 14 h 09 min 28 s — record actuel | 29 juin 2019     |